# Acrobrochus blochmanni
Acrobrochus blochmanni is een soort in de taxonomische indeling van de armpotigen (Brachiopoda). 
Het dier behoort tot het geslacht Acrobrochus en behoort tot de familie Terebratulidae. De wetenschappelijke naam van de soort werd voor het eerst geldig gepubliceerd in 1912 voor het eerst wetenschappelijk door Jackson.